# Jean-Marie Lecoq
Pour les articles homonymes, voir Lecoq.
Jean-Marie Lecoq est un acteur, auteur et metteur en scène français, né à Paris, le 8 avril 1953.

## Biographie
Il débute en 1974 par le théâtre de rue. Il fonde de plusieurs jeunes compagnies. Il est dès 1981 le premier arbitre de la Ligue d'improvisation française.
À partir de 1983, il écrit pour tous les arts de la scène (comédie, musique, chant, danse), du cirque et du cabaret (acrobatie, escrime, cascade équestres...) et fut directeur de la Compagnie Fracasse durant dix ans avec le compositeur Louis Dunoyer de Segonzac. Leurs créations de théâtre musical ont visité plus de trente pays. En 1991, ils reçoivent le « Molière du Spectacle Musical », pour leur œuvre commune : Christophe Colomb.
Jean-Marie Lecoq a aussi été formateur en Afrique du Jeune Théâtre Nigérien. À partir de 1995, il poursuit essentiellement une carrière de comédien et se produit dans la plupart des théâtres parisiens. Nommé « meilleur interprète dans un rôle principal » et  « meilleur musical » aux Marius 2008 (récompense du théâtre musical) pour Adam, le sans-logis de la logique.
Il participe à 3 spectacles qui reçoivent des « Molières » (Le Passe Muraille, en 1997, Les Faux British, en 2016 et Le Gros Diamant du Prince Ludwig, en 2018). Depuis 2019, il est programmateur des saisons culturelles de l'Agadop (Yonne).

## Théâtre
- 2026: Comme un petit souci, de Philippe Vieux, mise en scene Gwen Aduh, Théâtre de la Tour Eiffel. Rôle de Thibault Lhermite. Création en janvier 2026.
- 2025 : Le Maître de Sens dans La Fresque, Cour du Palais Synodal de Sens (Yonne), écriture et mise en scène de Didier Weill
- 2024 /2025: Le Fou dans La Nuit des Rois, mise en scène de Roch Antoine Albaladejo, Festival FantaZia du château de Montigny à Perreux (Yonne)
- 2024 : Mise en scène de Les Mots Magiques, spectacle jeune public, interprété par Cécile Beaudoux (Théâtre Essaïon) et (Présence Pasteur Avignon Off 2025)
- 2024 : Sacré Pan, au Théâtre des Variétés. Mise en scène : Gwen Aduh.
- 2022/2023 Les Nouveaux Diablogues et autres inventions à deux voix, d'après des textes de Roland Dubillard, avec Patrick Mons et Jean-Marie Lecoq (Cie La Lune et l'Océan/Agadop). Festival d'Avignon 2023 au Théâtre des Corps Saints.
- 2021 : Mise en scène de Les Mots Enchantés, spectacle jeune public de Cécile Beaudoux, créé au Théâtre de Sens (Yonne).
- 2021 : Mise en scène de Le Parfum d'Aujourd'hui, florilège de textes d'antan de Nicolas Bernard, créé au Blues Cradle de Joigny (Yonne)
- 2020 : Co-écriture avec Cécile Beaudoux, et mise en scène de B+B=BB, ou si Bardot m'était contée, aux Rendez-vous d'Ailleurs en 2020, au Kibélé en 2021 et À la Folie Théâtre en 2022. Reprise pour le Festival d'Avignon 2023 au Théâtre des 3 Soleils.
- 2017 / 2018 / 2019 : Le Gros Diamant du Prince Ludwig, mise en scène Gwen Aduh au Théâtre du Gymnase Marie Bell. (Molière 2018 de la Comédie), reprise au Palace dès Juillet 2018.
- 2017 : Mise en scène de Parlez-vous Djazzelles ?, spectacle musical à l'Espace Georges Simenon de Rosny sous Bois.
- 2015 / 2016 : Pygmalion, mise en scène Ned Grujic en tournée avant Paris au Théâtre 14 à partir de janvier 2016
- 2015 / 2016 / 2017 : Les Faux British, mise en scène Gwen Aduh au Théâtre Tristan Bernard puis au Théâtre Saint Georges (Molière de la Comédie 2016)
- 2014 : Mais où est donc Quichotte, cirque équestre, mise en scène Jean-Marie Lecoq
- 2014 : Satané Mozart, humour musical, Cie Swing'hommes, Festival d'Avignon, mise en scène Jean-Marie Lecoq
- 2014: Les Palmes de Monsieur Schutz, de Jean-Noël Fenwick, mise en scène Patrick Zard (Théâtre Michel)
- 2013: La R'vue, Casino Théâtre de Genève, mise en scène Philippe Cohen
- 2012/2013: Adieu, je reste, de Isabelle Mergault au Théâtre des Variétés, mise en scène Alain Sachs
- 2011 : Création au Lucernaire (3 août au 9 octobre) de Au bonheur des hommes, Cabaret Satirique et Musical
- 2011 : Le Gai Mariage, de Gérard Bitton et Michel Munz, mise en scène José Paul, Agnès Boury, Théâtre des Nouveautés et tournée 2012
- 2010 : bourse Beaumarchais de la SACD pour Au bonheur des hommes, de Jean-Marie Lecoq et Clarisse Catarino
- 2010 : La Femme du boulanger, de Marcel Pagnol, mise en scène Alain Sachs, Théâtre André Malraux ; la représentation du 30 décembre 2010 est retransmise en direct sur France 2
- 2008 : Nommé comme meilleur interprète dans un rôle principal et comme meilleur musical aux Marius 2008 (récompense du théâtre musical) pour Adam, le sans-logis de la logique.
- Les Deux Canards, de Tristan Bernard, mise en scène Alain Sachs, Théâtre Antoine
- Monsieur de Pourceaugnac, de Molière, mise en scène Isabelle Starkier, au Festival d'Avignon et en tournée
- 2008 : écriture de Hypocondriac 1er, Roi de Neurasthénie, de Jean-Marie Lecoq et Louis Dunoyer de Segonzac (création de la Cie Clin d'Œil)
- 2007 : Un fil à la patte, de Georges Feydeau, mise en scène Alain Sachs, Théâtre de Paris
- 2005 et 2007 : écriture et jeu de Adam, le sans-logis de la logique, au Théâtre Hébertot et Théâtre du Renard (de J.M. Lecoq), accompagnement musical par Clarisse Catarino.
- 2005 : Le Mariage de Barillon, de Georges Feydeau, mise en scène Jacques Échantillon, Théâtre du Palais Royal
- 2004 : Si j'étais diplomate, d'Allen Lewis Rickman et Karl Tiedemann, mise en scène Alain Sachs, Théâtre Tristan Bernard
- Le Sénateur Fox, de Luigi Lunari, mise en scène Jean-Luc Tardieu, Théâtre de la Porte-Saint-Martin
- 2005 : Mise en scène de Secret défense, de Christian Giudicelli et Jean-Paul Farré (m.e.s. avec Anne-Marie Gros) au Théâtre Daniel Sorano (Vincennes)
- 2004 : Mise en scène de Classixties, du groupe vocal Indigo (nouvelle mise en scène avec Anne-Marie Gros) au Théâtre Trévise
- 2002 : Le Dindon, de Georges Feydeau, mise en scène Francis Perrin, Théâtre des Bouffes-Parisiens
- 2002 : Mise en scène de La Planète des Sax, pour les DéSAXés (quatuor d’humour musical) (m.e.s avec Anne-Marie Gros)
- 2001 : Écriture et mise en scène de Robin des Bois, comédie musicale sur glace
- 2000 : Ecriture et mise en scène de La Belle et la Bête, (comédie musicale sur glace)
- 1999 : Un fil à la patte, de Georges Feydeau, mise en scène Alain Sachs, Théâtre de la Porte-Saint-Martin
- 1998 : Ecriture et mise en scène de Les Balades imaginaires, (parades de rue du mois Molière à Versailles)
- 1998 : Ecriture de Le Médaillon brisé, opéra d’enfants au Centre d’Eveil Artistique d’Aulnay sous Bois
- 1997 : Ecriture et mise en scène de Quichotte et Sancho, comédie musicale pour la Comédie de Picardie
- 1997 : Le Passe-muraille, de Marcel Aymé, mise en scène Alain Sachs, Théâtre des Bouffes-Parisiens (Molière du Spectacle Musical 1997)
- 1996 : Le Secret de Maître Cornille, mise en scène S. Dangleterre (Big Bang Avignon)
- 1995 : Écriture et mise en scène de Les Trois Mousquetaires ou le Petit d'Artagnan
- 1994 : Adaptation et mise en scène de L'Étoile, d'Emmanuel Chabrier, à la Comédie de Picardie
- 1995 : Écriture et mise en scène de Les Empires de la lune, au Théâtre Déjazet
- 1991 : Écriture et mise en scène de Izé-Gani, l'enfant vert, conte nigérien de Boubou Hama, mise en scène à Niamey (Niger)
- 1991 : Écriture et mise en scène de Le Tour du monde en 80 jours, mise en scène J.M. Lecoq inspiré du roman de Jules Verne
- 1993 : Écriture et mise en scène de Le Capitaine Fracasse, (adaptation et mis en scène par J.M. Lecoq), inspiré du roman éponyme de Théophile Gautier
- 1990 : Écriture et mise en scène de Christophe Colomb, élu Molière 1991meilleur spectacle musical, PIAF 1991 du meilleur spectacle musical, et Prix Maurice-Yvain décerné par la SACD à Louis Dunoyer de Segonzac, Théâtre Déjazet

Précédemment:
- La Veuve joyeuse, (m.e.s. Y. Rialland) Opéra d'Angers
- Bagatelle, de Jacques Offenbach, mise en scène J.M. Lecoq au Théâtre Tristan Bernard
- La Vie parisienne, de Jacques Offenbach (m.e.s. B. Brocca) Opéra de Lausanne, Opéra de Nancy
- Irma la douce, de Marguerite Monnot, mise en scène Jean-Luc Tardieu, Théâtre Musical d'Angers
- Orphée aux enfers, de Jacques Offenbach, mise en scène René Dupuis, Festival de Barcelone
- Le Roi Cerf, d’après C. Gozzi (adaptation de J.M. Lecoq, mis en scène par M. Jacquemont) à la Potinière
- Il signor Fagotto, de Jacques Offenbach (mis en scène par M. Jacquemont) à la Potinière
- Écriture de Décathlon, représenté au Théâtre du Chien qui fume (Avignon), sélectionné au Festival du Jeune Théâtre Français de Sarrebruck
- Le plus bel âge de la vie, mis en scène par Jack Livchine
- La Périchole, de Jacques Offenbach, mis en scène par Jack Livchine au Théâtre Mogador
- Le Bourgeois Gentilhomme, de Molière, mis en scène par Jack Livchine
- La 2 CV Théâtre, mis en scène par Jack Livchine
- La Maison Frontière, de Slawomir Mrozek, mis en scène par Jean-Marie Lecoq
- La Surprise de l'Amour, de Marivaux, mis en scène par Jean-Marie Lecoq
- Le Premier, d'Isarël Horovitz, mis en scène par Jean-Marie Lecoq
- En Pleine Mer, de Slawomir Mrozek, mis en scène par Michel Simonian

## Filmographie

### Télévision
- 1985 : Acrobates, d'Israël Horovitz
- 1999 : Navarro, de Patrick Jamain.
- 2000 : Les Cordier, juge et flic, de Jean-Marc Seban
- 2005 : Boulevard du Palais, de Philippe Venault
- 2007 : KD2A
- 2010 : Plus belle la mort
- 2011 : La Femme du Boulanger
- 2011 : Les Procès de l'histoire : Raymond Poincaré dans L'Affaire Caillaux
- 2012 : R.I.S Police scientifique
- 2019 : En Famille

### Cinéma
- 1983 : Danton, d'Andrzej Wajda
- 1997 : Une femme sur mesure : le père de Marguerite
- 2002 : L'Insoumise, réalisation Claude d'Anna
- 2002 : La Fille des enfers : Wanyūdō
- 2009 : RTT, de Frédéric Berthe
- 2010 : A la Recherche du Temps Perdu, de Nina Campanez
- 2010 : Le Partage de l'Afrique, de Joël Calmettes
- 2013 : Vive la France, de Michaël Youn
- 2013 : Blanche-Nuit, de Fabrice Sebille
- 2015 : On voulait tout casser, de Philippe Guillard
- 2017 : Knock, de Lorraine Lévy : Passepoil
- 2019 : J'accuse, de Roman Polanski : Médecin duel
- 2025 : Les Misérables, de Fred Cavayé : Ouvrier